# Enrique Simonet

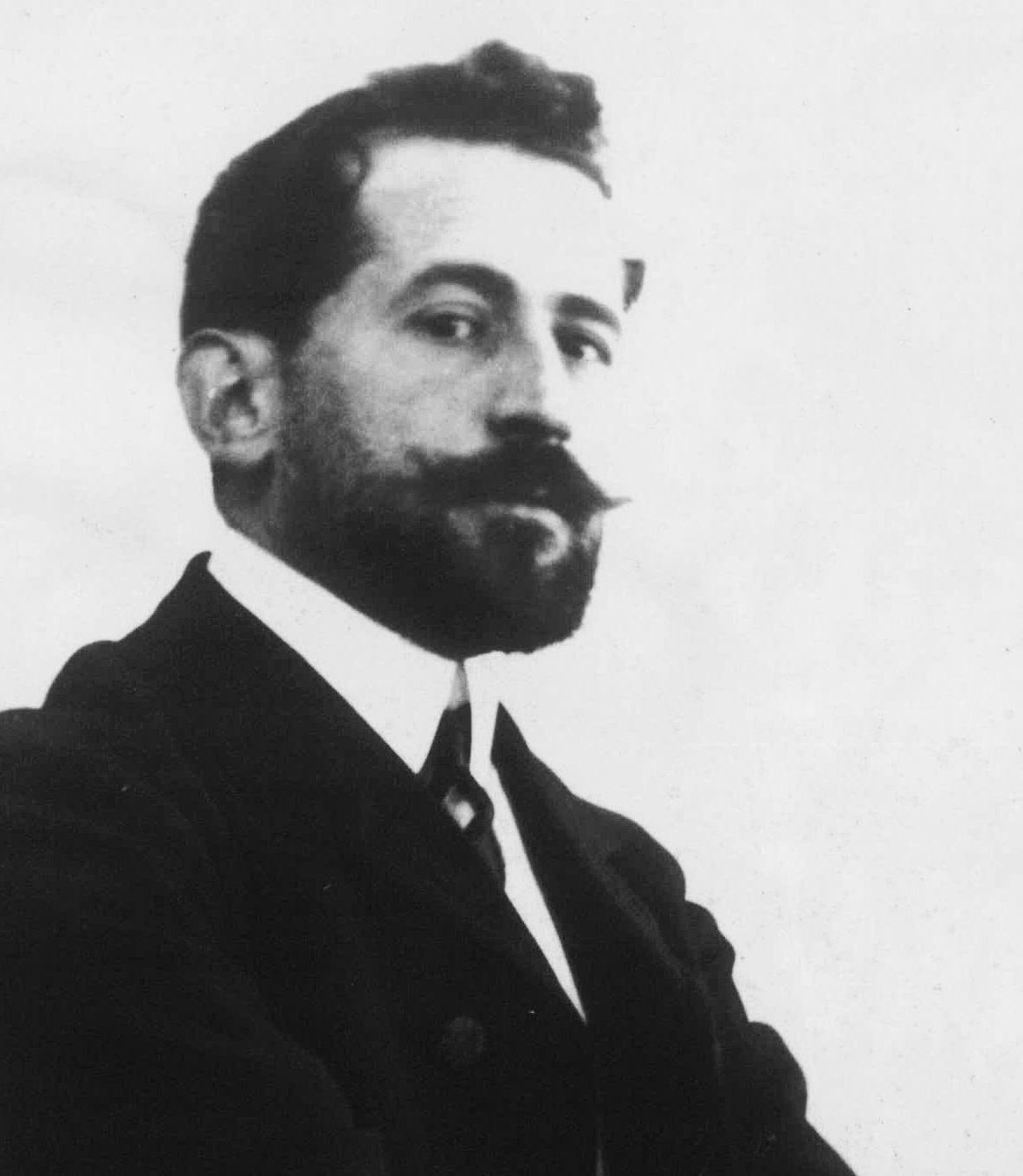
Enrique Simonet

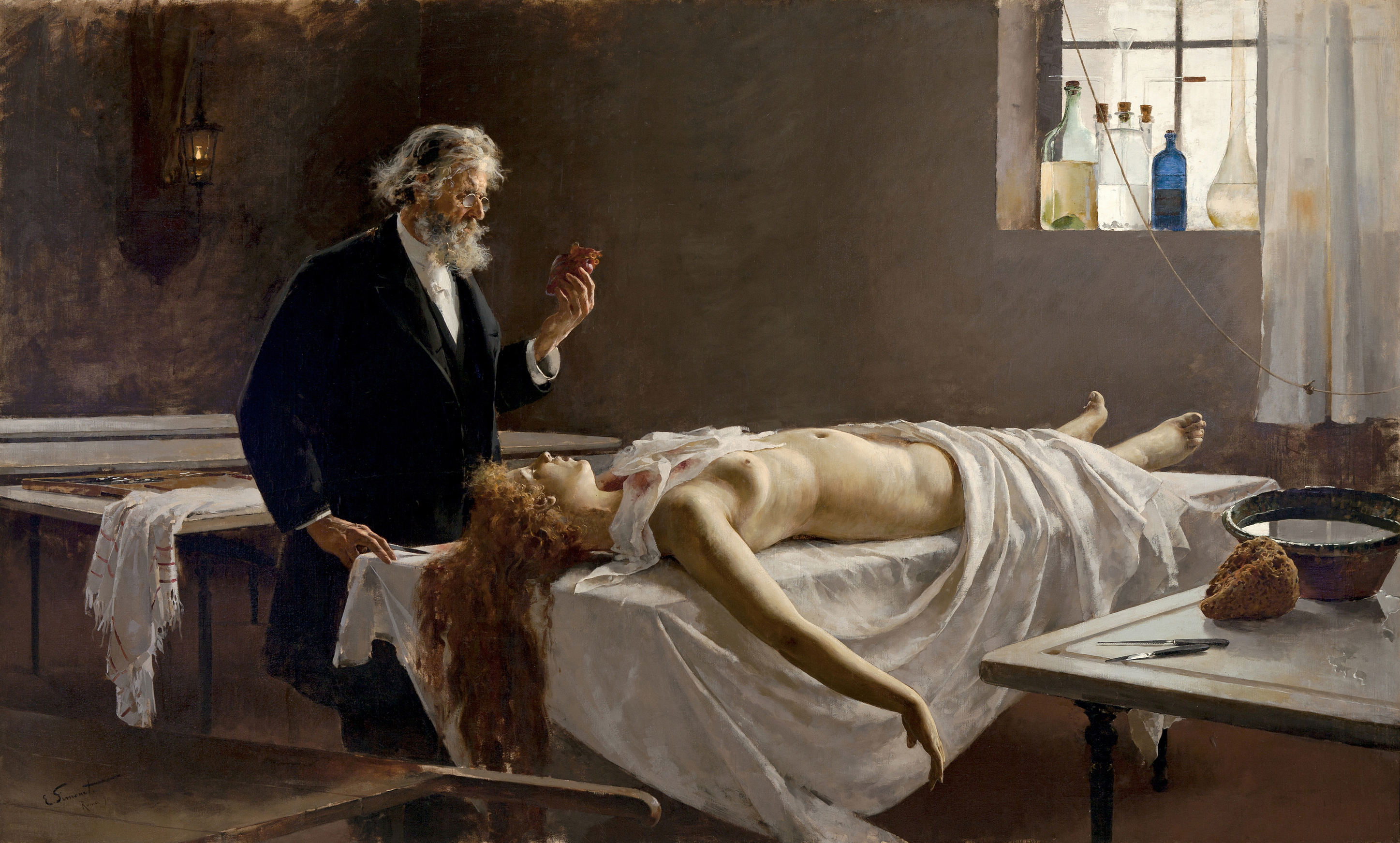
Hjärtats anatomi, 177 x 291 cm, 1890.

Enrique Simonet Lombardo, född 2 februari 1866 i Valencia, död 20 april 1927 i Madrid, var en spansk målare. 
Simonet studerade först vid Real Academia de Bellas Artes de San Carlos de Valencia. År 1887 fick han ett stipendium för att studera måleri vid Akademien för de ädla konsterna i Rom. Där målade han 1890 Hjärtats anatomi, också känd som Hon hade ett hjärta! och Obduktion. Den målningen gav honom internationellt erkännande och han fick flera priser för den.
Han fick också flera internationella utmärkelser, däribland vid stora utställningar i Madrid 1892, Chicago 1893, Barcelona 1896 och Världsutställningen 1900 i Paris. 
Simonets målning Halshuggningen av aposteln Paulus har fått en framhävd plats i katedralen i Malaga.
År 1911 blev han medlem av San Fernandos Kungliga Akademi för de ädla konsterna i Madrid. 

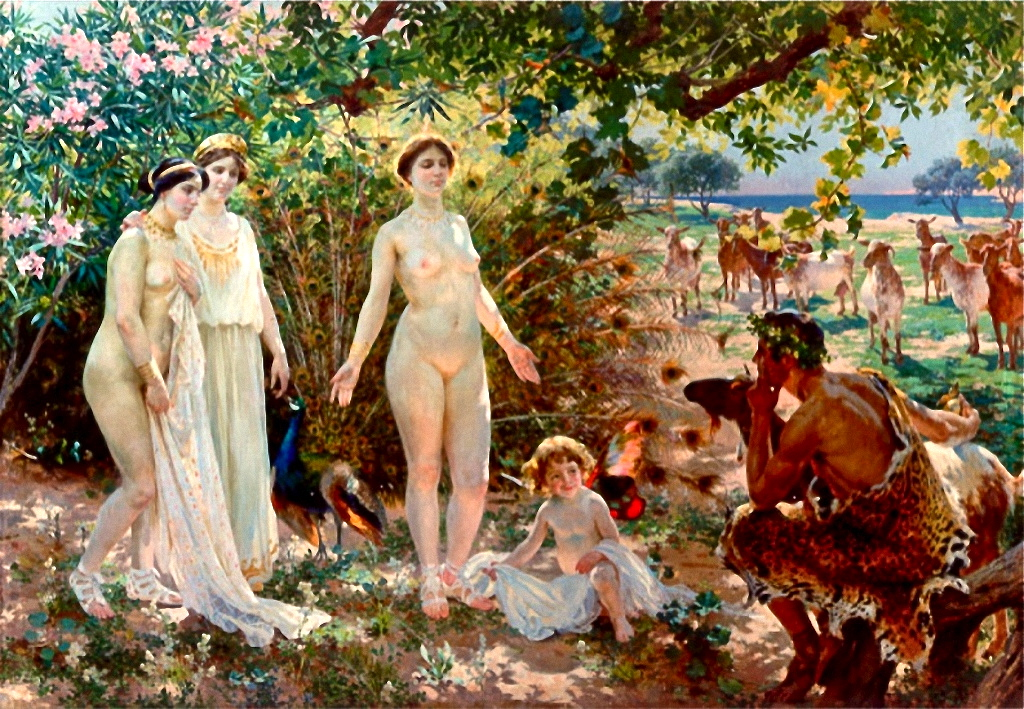
Paris dom, 215 x 331 cm, 1904.

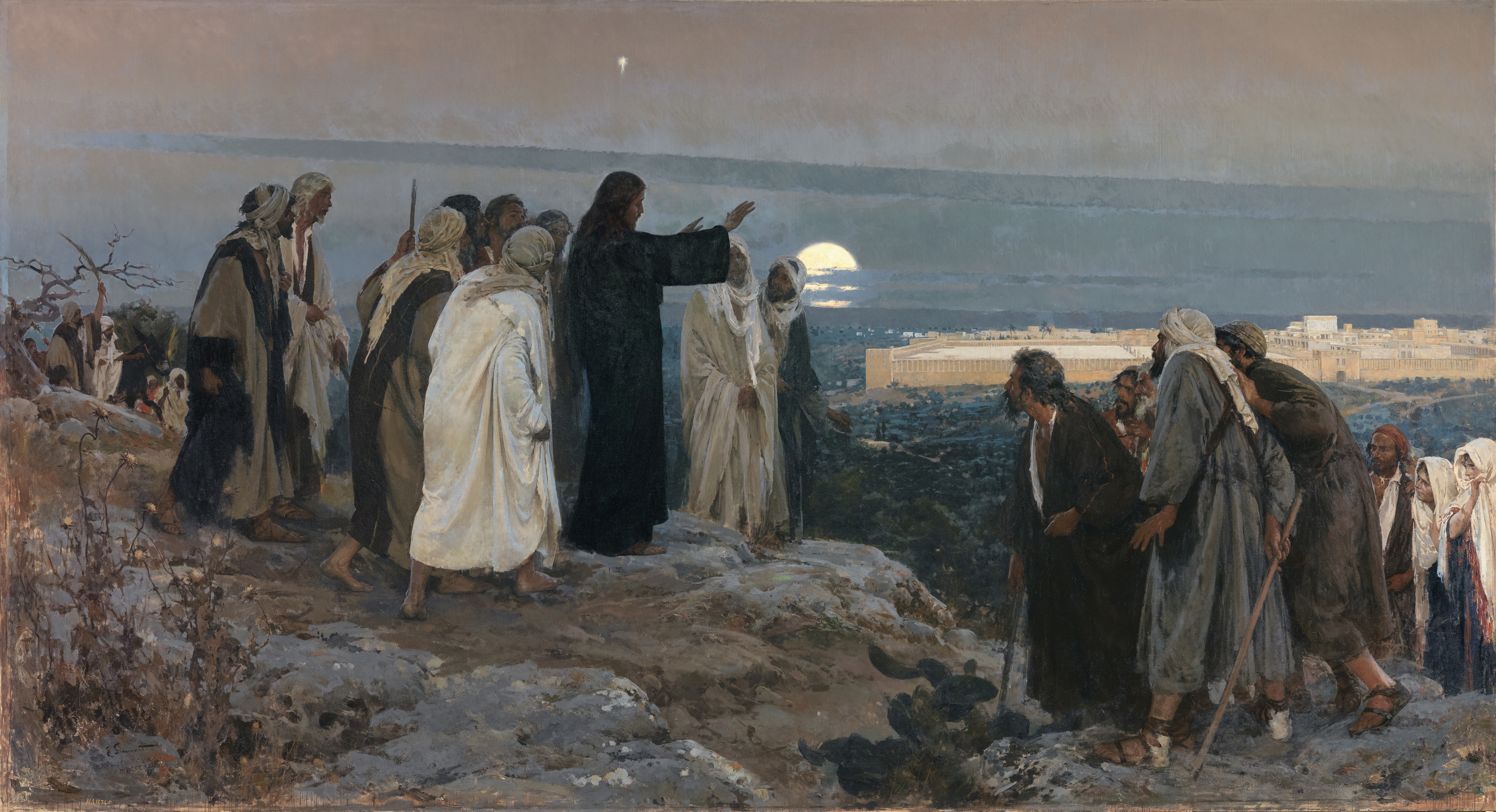
Han grät över det, 296 x 550 cm, 1892.

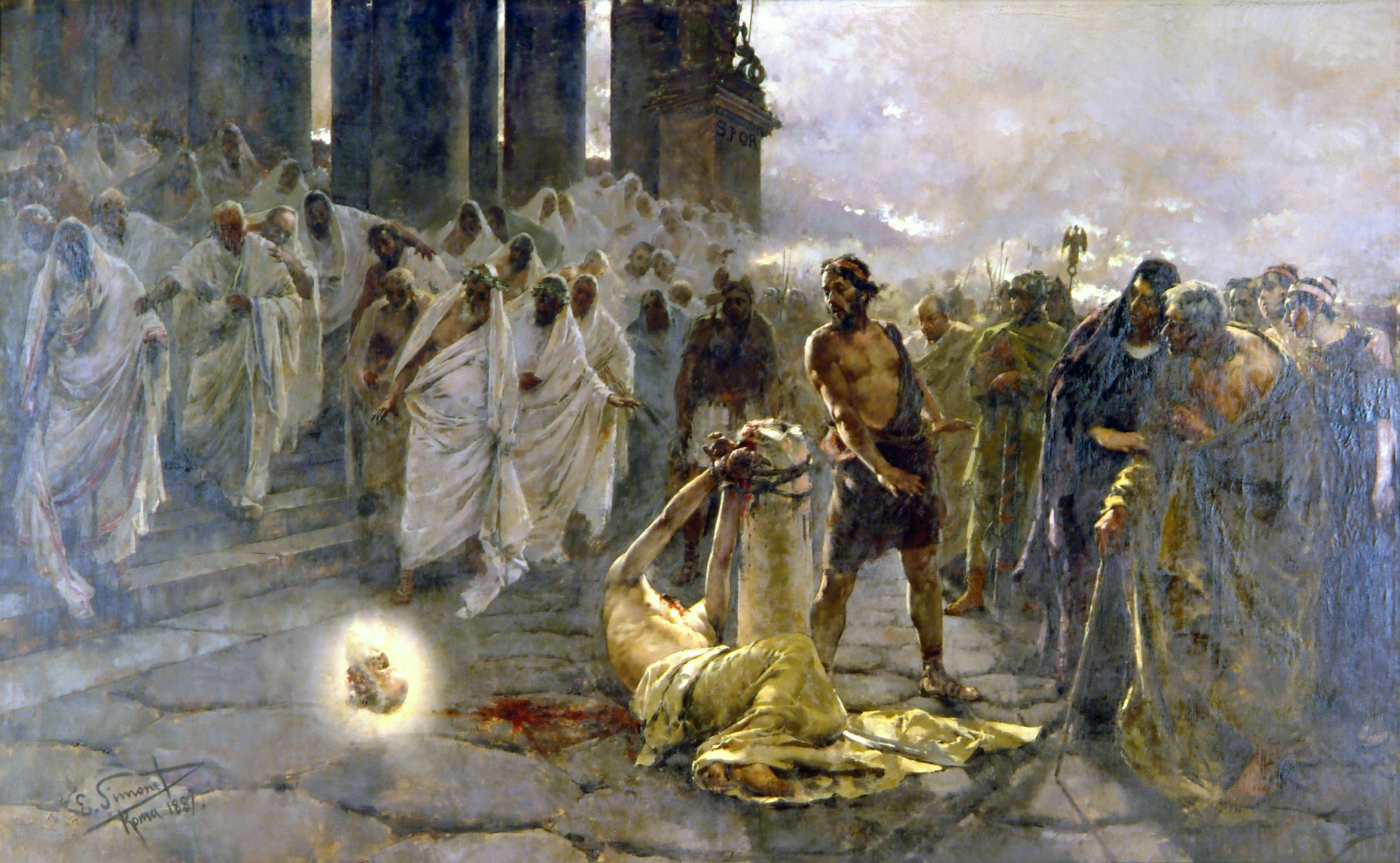
Halshuggningen av aposteln Paulus, 1887.